# IC 733
IC 733 — галактика типу S (спіральна галактика) у сузір'ї Чаша.
Цей об'єкт міститься в оригінальній редакції індексного каталогу.